# Festival du film de Nashville

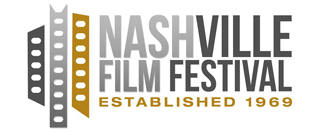
Logo du NashFilm.

Le Festival du film de Nashville (Nashville Film Festival ou NashFilm) est un festival de cinéma fondé en 1969 et organisé annuellement aux États-Unis à Nashville, dans l'État du Tennessee.